# Paradise Hotel
Paradise Hotel är en amerikansk dokusåpa skapat av brittiska Mentorn. Programmet hade premiär på Fox i USA den 18 juni 2003. Programmet har sålts till ett flertal länder. 

## Programformatet
Programmet går ut på att unga singlar, både tjejer och killar, tävlar om vem som kan hålla sig kvar längst i paradiset. Förutsättningen för att få stanna är att de hittar en rumskamrat av det motsatta könet, för den som inte lyckas får bara en vecka på sig att övertyga någon annan deltagare att välja just honom eller henne. Den eller de deltagare som vid veckans parceremoni inte lyckas välja en ny partner blir hemskickad, och därefter öppnas dörren för en ny singel varje vecka då tjej- eller killgruppen gemensamt väljer ut en av två nya individer av det motsatta könet. Hela tiden ändras förutsättningarna för deltagarna och överraskningarna är många. Det är upp till var och en att bestämma hur långt man är beredd att gå för att stanna.

## Internationella format
Programmet har förutom i USA även gjorts i lokala versioner för Israel, Danmark, Sverige, Norge, Polen, Belgien, Nederländerna, Ungern, Ryssland, Tjeckien, Slovakien och Slovenien.

### Paradise Hotel Sverige
Den första versionen av svenska Paradise Hotel hade premiär på TV4 den 14 januari 2005. Den första säsongen vanns av Felix Pettersson.